# فردریک ای. سایر
فردریک ای. سایر (به انگلیسی: Frederick Adolphus Sawyer) سناتور سابق عضو حزب جمهوری‌خواه ایالات متحده آمریکا بود. وی در سال ۱۸۶۸ تا ۱۸۷۳ میلادی سناتور ایالت کارولینای جنوبی در سنای ایالات متحده آمریکا بود.